# Aeroporto di Stoccolma-Arlanda
L'Aeroporto di Stoccolma-Arlanda (IATA: ARN, ICAO: ESSA) è un aeroporto internazionale sito nel comune di Sigtuna, vicino alla città di Märsta, a circa 42 km a nord di Stoccolma e a 40 km a sud-est di Uppsala. È il principale scalo della capitale e il più trafficato della Svezia, con oltre 25 milioni e mezzo di passeggeri transitati nel 2019.

## Storia
L'aeroporto fu utilizzato per la prima volta il 14 dicembre 1959, ma solo per alcuni voli di addestramento. Il 5 gennaio 1960 l'aeroporto aprì al traffico, mentre il 26 giugno 1960 un DC-8 decollò sul primo volo di linea verso New York. La cerimonia ufficiale di inaugurazione avvenne il 1º aprile 1962 alla presenza del re Gustavo VI Adolfo. Sin da subito, Skavsta ospitò perlopiù voli intercontinentali, poiché la pista dell'aeroporto stoccolmese di Bromma (su cui operavano i voli nazionali) era troppo corta. Un'eccezione era rappresentata dai voli interni per Göteborg, Malmö, Luleå e Kiruna, i quali venivano effettuati con un DC-9 e venivano giudicati troppo rumorosi per operare su un aeroporto come quello di Bromma prossimo al centro abitato della capitale.
Nel 1983, il traffico nazionale operato da Linjeflyg si spostò da Bromma ad Arlanda. Nel 1990 furono costruiti due nuovi terminal nazionali. Tra il 1998 e il 2003 venne costruita una terza pista, la quale però viene attualmente utilizzata solo nelle ore di punta per motivi ambientali a seguito delle proteste da parte dei residenti.
Nei primi mesi del 2014, Swedavia annunciò piani per ulteriori espansioni dell'aeroporto, le quali vennero approvate nel successivo dicembre e iniziarono nella primavera del 2015.
Durante l'anno 2020, a causa della pandemia di COVID-19 con una conseguente forte riduzione del traffico aereo, il terminal 5 iniziò temporaneamente ad essere l'unico terminal a rimanere aperto.

## Terminal
- Terminal 2: Voli internazionali (Arlanda Sud)
- Terminal 3: Voli interni regionali (Arlanda Sud)
- Terminal 4: Voli interni nazionali (Arlanda Sud)
- Terminal 5: Voli internazionali (Arlanda Nord)

## Trasporti e collegamenti
La via più breve per raggiungere il centro di Stoccolma è rappresentata dal servizio ferroviario Arlanda Express, che impiega 18 minuti senza effettuare fermate intermedie. A livello di ferrovia pubblica, esiste un servizio ferroviario suburbano (pendeltåg) operante sulla linea tra Stoccolma e la stazione centrale di Uppsala.
Oltre a ciò, alcune compagnie private effettuano servizi di bus navetta. I bus pubblici permettono invece di raggiungere la stazione di Märsta, che è un interscambio per il servizio ferroviario suburbano.